# Gualtiero Sigismondi
Gualtiero Sigismondi (Bastia Umbra, 25 febbraio 1961) è un vescovo cattolico italiano, dal 7 marzo 2020 vescovo di Orvieto-Todi.

## Biografia
Nasce ad Ospedalicchio, frazione di Bastia Umbra, in provincia ed arcidiocesi di Perugia, il 25 febbraio 1961.

### Formazione e ministero sacerdotale
Compiuti gli studi presso l'Istituto Magistrale di Perugia e il Pontificio seminario regionale umbro, frequenta il Pontificio seminario lombardo a Roma e poi si laurea in teologia presso la Pontificia Università Gregoriana.
Il 29 giugno 1986 è ordinato presbitero, a Perugia, dall'arcivescovo Cesare Pagani.
Dal 1989, per quattro anni, ha svolto l'attività pastorale come parroco di Ripa, per poi divenire, nel 1993, vice-rettore del Pontificio seminario regionale umbro. Ricopre l'incarico di direttore dell'Istituto superiore di scienze religiose, dal 1994 al 2005. È direttore spirituale del Pontificio seminario regionale umbro e docente di teologia dogmatica nell'Istituto teologico di Assisi. Nel 2005 viene nominato vicario generale dell'arcidiocesi di Perugia-Città della Pieve e assistente ecclesiastico del collegio maschile ONAOSI (Opera Nazionale Assistenza Orfani Sanitari Italiani).

### Ministero episcopale
Il 3 luglio 2008 papa Benedetto XVI lo nomina vescovo di Foligno; succede ad Arduino Bertoldo, dimessosi per raggiunti limiti di età. Il 12 settembre successivo riceve l'ordinazione episcopale, nella cattedrale di Perugia, dall'arcivescovo di Perugia-Città della Pieve Giuseppe Chiaretti, co-consacranti Giuseppe Betori, arcivescovo eletto di Firenze, ed Arduino Bertoldo, vescovo emerito di Foligno. Il 5 ottobre prende possesso della diocesi.
Nel corso dei lavori della 68ª Assemblea Generale della CEI, svoltasi a Roma dal 18 al 21 maggio 2015, è designato presidente della Commissione episcopale per il clero e la vita consacrata.
Il 4 marzo 2017 papa Francesco lo nomina assistente ecclesiastico generale dell'Azione Cattolica Italiana per il triennio 2017-2020; succede a Mansueto Bianchi, deceduto il 3 agosto 2016. Il 21 marzo 2020 lo stesso papa lo conferma nell'incarico per il triennio 2020-2023.
Nel gennaio 2019 manda un appello agli amministratori dei comuni della diocesi di Foligno chiedendo loro che il loro primo pensiero sia il bene comune.
Il 7 marzo 2020 papa Francesco lo nomina vescovo di Orvieto-Todi; succede a Benedetto Tuzia, dimessosi per raggiunti limiti di età. Il 28 giugno prende possesso della diocesi e rende nota la sua nomina ad amministratore apostolico di Foligno; ricopre l'incarico fino all'ingresso del suo successore Domenico Sorrentino, avvenuto il 28 agosto 2021.

## Genealogia episcopale
La genealogia episcopale è:
- Cardinale Scipione Rebiba
- Cardinale Giulio Antonio Santori
- Cardinale Girolamo Bernerio, O.P.
- Arcivescovo Galeazzo Sanvitale
- Cardinale Ludovico Ludovisi
- Cardinale Luigi Caetani
- Cardinale Ulderico Carpegna
- Cardinale Paluzzo Paluzzi Altieri degli Albertoni
- Papa Benedetto XIII
- Papa Benedetto XIV
- Cardinale Enrico Enriquez
- Arcivescovo Manuel Quintano Bonifaz
- Cardinale Buenaventura Córdoba Espinosa de la Cerda
- Cardinale Giuseppe Maria Doria Pamphilj
- Papa Pio VIII
- Papa Pio IX
- Cardinale Alessandro Franchi
- Cardinale Giovanni Simeoni
- Cardinale Antonio Agliardi
- Cardinale Basilio Pompilj
- Cardinale Adeodato Piazza, O.C.D.
- Cardinale Sebastiano Baggio
- Arcivescovo Giuseppe Chiaretti
- Vescovo Gualtiero Sigismondi

## Araldica
| Stemma | Descrizione |
| ------ | --- |
|        | Lo stemma è caratterizzato da una banda diagonale, che attraversa una colonna, sulla quale è poggiato il libro delle Scritture. All'interno della banda sono presenti tre stelle, che, secondo l'iconografia tradizionale, simboleggiano Maria. Lo stemma vuole dunque indicare come la Vergine conserva nel proprio cuore le parole che vengono dalla Scrittura e, dunque, da Dio. Anche i colori hanno un significato particolare: il rosso e l'azzurro, che richiamano l'effige della Madonna delle Grazie, custodita nella Cattedrale di San Lorenzo a Perugia, indicano l'umanità che è ricoperta dall'ombra della divinità; l'argento della colonna simboleggia la luce riflessa, volendo indicare come la chiesa brilli della luce di Cristo, la quale è invece rappresentata dall'oro delle tre stelle. |